# دولة النقابات

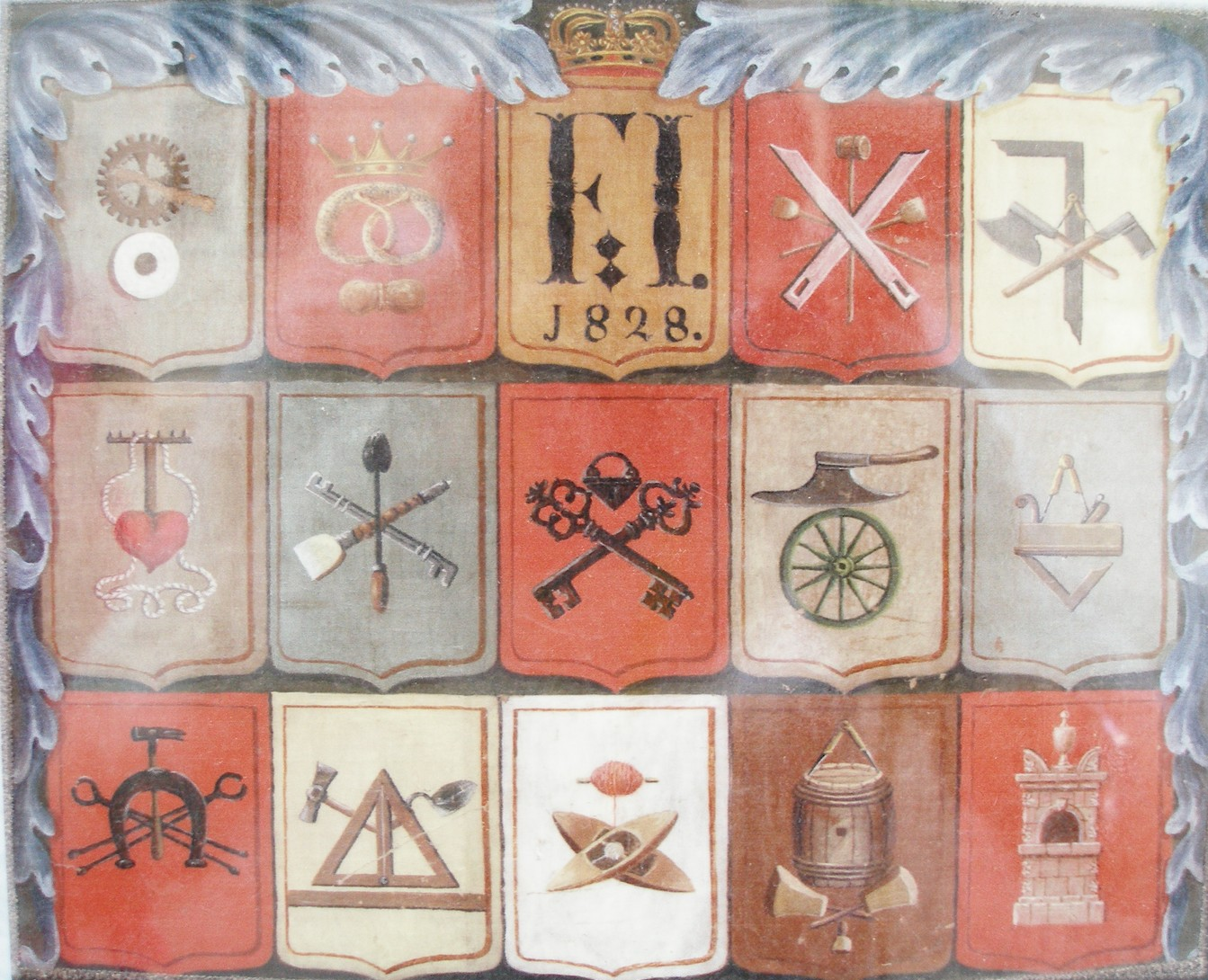
راية نقابات الحرفيين في نوفيه ستراشيتي: رموز مهنية من قلب بوهيميا التاريخية (غرب التشيك الحالية)

دولة النقابات أو دولة الشركات هي ثقافة سياسية وشكل من أشكال النقابوية التي يعتقد أتباعها أن مجموعة الجماعات، التي تشكل أساس المجتمع، هي الدولة. تطلب الدولة من جميع أعضاء قطاع اقتصادي معين الانضمام إلى مجموعة مصالح محددة رسميًا. وبالتالي، فإن مجموعات المصالح هذه تحصل على مكانة عامة، وتشارك في صنع السياسات الوطنية. ونتيجة لذلك، فإن الدولة لديها سيطرة كبيرة على الجماعات، والجماعات لديها سيطرة كبيرة على أعضائها.
كما هو الحال مع الثقافات السياسية الأخرى، كانت المجتمعات موجودة تاريخيًا والتي تجسد دولة الشركات، على سبيل المثال كما طرحها أوتمار شبان (1878-1950) في النمسا ونفذها بينيتو موسوليني (1883-1945) في إيطاليا (1922-1943) وأنطونيو سالازار في استادو نوفو في البرتغال (1933-1974)  ومن قبل دولة النمسا الاتحادية.
بعد الحرب العالمية الثانية، استمرت دولة الشركات في التأثير على التطور السريع لكوريا الجنوبية واليابان.
تظهر دولة الشركات بشكل عام على أنها حزب حاكم يعمل كوسيط بين العمال والرأسماليين ومصالح الدولة البارزة الأخرى من خلال دمجهم مؤسسيًا في آلية الحكم. كانت الأنظمة النقابية هي الأكثر انتشارًا في منتصف القرن العشرين في أوروبا ولاحقًا في أماكن أخرى في البلدان النامية. وفقًا لهذا النقد، تتنوع المصالح، الاجتماعية والاقتصادية على حد سواء، بحيث لا يمكن للدولة أن تتوسط بينها بشكل فعال من خلال دمجها. تتجاوز الصراعات الاجتماعية الانقسامات المدمجة بين العمل ورأس المال لتشمل مجموعات لا حصر لها. علاوة على ذلك، تطرح العولمة تحديات، اجتماعية واقتصادية على حد سواء، يقال أن دول الشركات غير قادرة على معالجتها لأن هذه المشاكل تتجاوز حدود الدول ونهجها. تختلف دولانية الشركات عن قومية الشركات من حيث كونها نمطًا اجتماعيًا للتنظيم وليس قومية اقتصادية تعمل من خلال الشركات التجارية الخاصة. ومع ذلك، كان معدل التعريفة الجمركية لدول مثل النمسا وكوريا الجنوبية بعد الحرب منخفضًا. وهذا من شأنه أن يثير التساؤل حول عدم توافق العولمة الاقتصادية مع دولة الشركات.
لا تزال دولانية الشركات مثيرة للجدل للغاية في العديد من البلدان، بما في ذلك كوريا الجنوبية واليابان والبرتغال، وقد ثبت أن توفير دلالة للمصطلح أمر صعب للغاية.